# اف‌پی‌تی اینداستریال

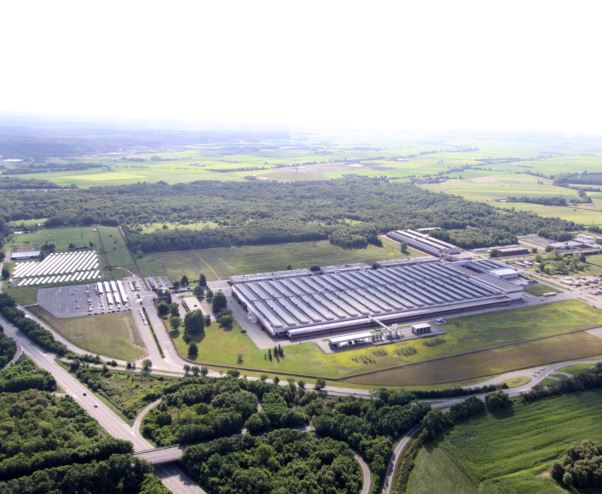
کارخانه ورونه اف‌پی‌تی، در ناحیه پیمونت، ایتالیا

اف‌پی‌تی اینداستریال (به انگلیسی: FPT Industrial) که مخفف فیات پاورترین تکنالوجیز (به انگلیسی: Fiat Powertrain Technologies) می‌باشد، یک شرکت چندملیتی ایتالیایی است، که در زمینه طراحی، تولید و توسعهٔ فناوری انواع موتور خودرو، موتورهای دیزلی لکوموتیوها، شناورها و دیزل‌ژنراتورها، سامانه‌های انتقال قدرت و انواع اکسل‌ها برای شرکت ایوکو، همچنین تولید سامانه‌های برق اضطراری و قایق‌های موتوری فعالیت می‌کند.
شرکت اف‌پی‌تی در سال ۲۰۰۵ از مشارکت انتفاعی شرکت‌های فیات و جنرال موتورز راه‌اندازی شد و در سال ۲۰۱۱ کلیه سهام آن توسط فیات خریداری شد.
شرکت اف‌پی‌تی هم‌اکنون دارای ۱۰ کارخانه در ۹ کشور است. این شرکت اکنون طراح و تولیدکننده موتور از ظرفیت ۴۲ تا ۱۰۰۶ اسب‌بخار، گیربکس از ۲۰۰ تا ۵۰۰ نیوتن‌متر و اکسل از ۲ تا ۳۲ تن وزن ناخالص محور، می‌باشد.

## وضعیت کنونی
اف‌پی‌تی اینداستریال اکنون زیرمجموعه ایوکو است و در زمینه طراحی و ساخت موتور، اکسل و گیربکس خودروهای آفرود و آنرود ایوکو همچنین طراحی و ساخت موتورهای دریایی و موتورهای تولید برق فعال است.